# 17-альфа-гидроксилаза
17-альфа-гидроксилаза — фермент человека, кодируемый геном CYP17A1 («цитохром P450, семейство 17, подсемейство A, полипептид 1») на 10-й хромосоме.
Катализируя присоединение гидроксильной группы к прегненолону и прогестерону в позиции 17-го атома углерода, 17-альфа-гидроксилаза способствует их превращению соответственно в 17-гидроксипрегненолон и 17-гидроксипрогестерон.
Этот же фермент выполняет роль лиазы, рассекая связь между углеродами 17 и 20 (см. схему нумерации) в молекулах 17-гидроксипрегненолона и 17-гидроксипрогестерона и тем самым формируя дегидроэпиандростерон и андростендион. Данное действие называют «17,20-лиазной активностью» и в связи с этим фермент иногда именуют двояко: 17-альфа-гидроксилаза/17,20-лиаза.

## Медицинское значение
Мутации гена CYP17A1 вызывают редкую «гиперплазию надпочечников вследствие недостаточности 17-альфа-гидроксилазы» (OMIM 202110).